# Гонореја
Гонореја, трипер или капавац је заразна полна болест, узрокована бактеријом Neisseria gonorrhoeae, која се преноси полним контактом. Приликом полног контакта долази до преноса бактерије са слузнице полних органа заражене особе на слузницу здраве особе. Бактерије нападају цилиндрични епител слузнице (цервикални канал, ректум) изазивајући упалну реакцију. Инфицирани мушкарци могу искусити бол или пецкање током мокрења, исцедак из пениса или болове у тестисима. Инфициране жене могу доживети пецкање током мокрења, вагинални исцедак, вагинално крварење између менструација или бол у карлици. Компликације код жена укључују упалну болест карлице, а код мушкараца укључују упалу епидидимиса. Многи заражени, међутим, немају симптоме. Ако се не лечи, гонореја се може проширити на зглобове или срчане залиске.
Гонореја се шири сексуалним контактом са зараженом особом. То укључује орални, анални и вагинални секс. Такође се може проширити са мајке на дете током рођења. Дијагноза се врши испитивањем урина, уретре код мушкараца или грлића материце код жена. Препоручује се тестирање сваке године свих жена које су сексуално активне и имају мање од 25 година, као и оних са новим сексуалним партнерима; иста препорука важи и за мушкарце који имају секс са мушкарцима (МСМ).
Гонореја се може спречити употребом кондома, сексом са само једном неинфицираном особом, и полном апстиненцијом. Лечење се обично врши цефтриаксоном инјекцијом и азитромицином орално. Развила се резистенција на многе раније коришћене антибиотике и повремено су потребне веће дозе цефтриаксона. Поновно тестирање се препоручује три месеца након лечења. Такође требају да се лече и сексуални партнери из последња два месеца.
Гонореја погађа око 0,8% жена и 0,6% мушкараца. Процењује се да се годишње догоди 33 до 106 милиона нових случајева, од 498 милиона нових случајева излечивих полних болести - што такође укључује сифилис, хламидиозе и трихомонијазе. Инфекције код жена најчешће се јављају у млађем одраслом добу. У 2015. години, ова болест је изазвала је око 700 смртних случајева. Описи болести датирају још од нове ере у Старом завету. Садашње име први пут је користио грчки лекар Гален пре 200. године, називајући ову болест „нежељеним испуштањем сперме“.

## Симптоми
Често је гонореја асимптоматска, па заражени не примећују никакве проблеме. Ако постоје, најчешћи су симптоми исцедак из вагине и болна упала слузнице порођајног канала. Мушкарци понекад могу приметити жути, слузави исцедак из пениса, крв у урину или боцкање при мокрењу. Од 1 до 10 дана после инфекције јавља се запаљење и болови у уретри (мокраћном каналу пениса). Ако се не лечи секрет постаје бистар и лепљив и одржава се неколико месеци док се не јави грозница и оток лимфних жлезда у препонама. Ако се не лечи, гонореја може изазвати неплодност, нешто ређе сепсу или оштећења других органа (срца и мозга). Код жена симптоми се не морају испољити, а код неких се јавља бол у доњем делу трбуха. Заражене жене могу болест пренети на фетус. Код мушкараца се нелечена гонореја може проширити на простату, семенике и пасеменике, те такође утицати на плодност.

### Жене
Половина жена са гонорејом је асимптоматска, док друга половина доживљава вагинални исцедак, бол у доњем делу стомака, или бол током сексуалног односа повезан са упалом грлића материце. Уобичајене медицинске компликације нелечене гонореје код жена укључују упалну болест карлице која може проузроковати ожиљке на јајоводима и резултирати каснијом ванматеричном трудноћом међу оним женама које затрудне.

### Мушкарци
Већина заражених мушкараца са симптомима има запаљење уретре пениса повезано са осећајем печења током мокрења и исцетком из пениса. Код мушкараца се испуштање са или без бола јавља у половини свих случајева и најчешћи је симптом инфекције. Овај бол је узрокован сужавањем и укочењем лумена уретре. Најчешћа медицинска компликација гонореје код мушкараца је запаљење епидидимиса. Гонореја је такође повезана са повећаним ризиком од рака простате.

### Дојенчад
Ако се не лечи, неонатални конјуктивитис (gonococcal ophthalmia neonatorum) ће се развити код 28% новорођенчади рођене од жена са гонорејом.

### Ширење
Нетретирана гонореја се може проширити са првобитног места инфекције и заразити и оштетити зглобове, кожу и друге органе. Индикације за то могу да буду грозница, кожни осип, ране и болови и отоци у зглобовима. Код узнапредовалих случајева, гонореја може изазвати општи осећај умора сличан другим инфекцијама. Такође је могуће да појединац има алергијску реакцију на бактерију, у ком случају ће се сви симптоми који се појаве знатно појачати. Веома ретко се може настанити у срцу, узрокујући ендокардитис, или у кичменом стубу, узрокујући менингитис. Међутим, оба случаја су вероватнија међу особама са потиснутим имунским системом.

## Узроци
Гонореју изазива бактерија Neisseria gonorrhoeae. Претходна инфекција не даје имунитет - заражена особа се може поново заразити излагањем некоме ко је заражен. Инфициране особе могу више пута заразити друге без икаквих сопствених знакова или симптома.

### Ширење
Инфекција се обично шири са једне особе на другу путем вагиналног, оралног или аналног секса. Мушкарци имају 20% ризика да се заразе само једним вагиналним односом са зараженом женом. Ризик за мушкарце који имају секс са мушкарцима (МСМ) је већи. Активни МСМ може добити инфекцију пениса, док пасивни МСМ може добити аноректалну гонореју. Жене имају 60–80% ризика да заразе само једним вагиналним односом са зараженим мушкарцем.
Мајка може пренети гонореју на новорођенче током порођаја; када утиче на очи дојенчета, назива се офталмија неонаторум. Могуће је да дође до ширења путем предмета контаминираних телесном течношћу заражене особе. Бактерија обично не преживи дуго ван тела, обично умире за неколико минута до сати.

## Лечење
Лечење се обавља антибиотицима, од којих се мора применити неколико врста. У последњих десет година све је више врста Neisseria gonorrhoeae отпорних на антибиотике, па лечење постаје теже.